# Delias hidecoae
Delias hidecoae är en fjärilsart som beskrevs av Akira Yagishita 1993. Delias hidecoae ingår i släktet Delias och familjen vitfjärilar. Inga underarter finns listade i Catalogue of Life.